# Шкурати (Брагінський район)
Шкурати — (біл. вёска Шкураты), село (веска) в складі Брагінського району розташоване в Гомельській області Білорусі. Село підпорядковане Вугловській сільській раді і в ньому мешкає 200 чоловік (станом на 2004 рік).
Село Шкурати розташоване на південному сході Білорусі, в південній частині Гомельської області, неподалік від районного центру Брагіна (за 5 кілометрів північніше).